# Lāčplēsisordenen
Lāčplēsisordenen (dansk: Bjørneflænserordenen, lettisk: Lāčplēša Kara ordenis) er den første og højeste militære dekoration i Letland, og blev etableret 1919 på øverstkommanderende over Letlands Hær, Oberst Jānis Balodis' initiativ. Lāčplēsisordenen er opdelt i en første, anden og tredje klasse. Den er navngivet efter den lettiske episke nationalhelt Lāčplēsis, der ifølge legenden dræbte en bjørn med sine bare næver.
I perioden 1919–1928 blev Lāčplēsisordenen af første klasse givet til 11 personer. Lāčplēsisordenen af anden klasse blev givet til 61 personer, heraf 18 letter og 43 udlændinge. Lāčplēsisordenen af tredje klasse blev givet til 2.072 personer, heraf 1.600 soldater fra Letlands Hær, 202 tidligere Lettiske Skytter og 271 udlændinge. Blandt modtagerne er 11 litauere, 47 tyskere, 15 russere, 9 polakker, 4 jøder og 3 hviderussere. Tre kvinder modtog Lāčplēsisordenen af tredje klasse: Valija Vesčūnas-Jansone, Līna Canka-Freidenfelde og Elza Ziglevica. Desuden har soldater fra følgende landes hære modtaget Lāčplēsisordenen: Estland, Polen, Finalnd, Frankrig, Tjekkoslovakiet, Litauen, Danmark, Italien, Belgien, USA og Japan.
Den første uddelingsceremoni fandt sted i Riga på Esplanaden den 11. november 1920, en dag som i Letland kaldes Lāčplēsisdagen. Præsident Jānis Čakste uddelte personligt dekorationerne til de syv højestrangerende befalingsmænd i Letlands Hær: General Pēteris Radziņš, Obersterne Mārtiņš Peniķis, Krišjānis Berķis, Jūlijs Jansons og Jānis Apinis samt oberstløjtnanterne Oskars Dankers og Jānis Puriņš.
Lāčplēsisordenen blev også givet til højtrangerende udlændinge, såsom: Øverstbefalende for Estlands Hær General Johan Laidoner, den polske Marshal Józef Piłsudski, Edward Rydz-Śmigły, Italiens konge Victor Emanuel og statsminister Benito Mussolini, Kong Albert 1. af Belgien og frankrigs Marshal og Generalissimo Ferdinand Foch.
Verdun Fortet i Frankrig blev også tildelt Lāčplēsisordenen for heltemod ved dets forsvar under 1. verdenskrig.

## Danske modtagere af Lāčplēsisordenen
- Richard Gustav Borgelin (Kaptajn og kompagnichef)
- Peter Viggo Christensen (Kaptajn)
- Charles Theodor Dordonville de la Cour (Kaptajn)
- Aage Grønbech Grunnet (Vicefeltwebel)
- Iver de Hemmer Gudme (Kaptajn og korpschef)
- Peter de Hemmer Gudme (Løjtnant)
- Ernst Emil Greve Holstein (Fændrik og ordonnansofficer)
- Erik Munch-Andersen (Løjtnant)